# 汤旺河镇
汤旺河镇是中华人民共和国黑龙江省伊春市汤旺县下辖的一个镇。
2016年，伊春市人民政府批准撤销河南街道办事处、河北街道办事处，下辖地区由汤旺河区直辖。2019年6月，国务院同意调整伊春市部分行政区划，撤销汤旺河区，设立汤旺县；同年，黑龙江省人民政府批准设立汤旺河镇。

## 行政区划
汤旺河镇下辖以下村级行政区划单位：
文化社区和兴安社区。